# Ingerd Ottesdotter
Ingerd Ottesdotter Rømer (auch Inger Ottesdatter Rømer, bekannt als Inger von Austrått; * um 1475; † 1555 im Rovdefjord (Sunnmøre), bei Gurskøya) war eine norwegische Großgrundbesitzerin und Lehnsinhaberin.

## Die Familie
Ihre Eltern waren der Ritter und Reichsrat Otte Matsson Rømer († um 1512) und dessen Ehefrau Ingeborg Lydersdotter. Sie heiratete spätestens 1494 den Ritter, Reichsrat und späteren Reichshofmeister Nils Henriksson (Gyldenløve).
Der norwegische Historiker Ludvig Daae beschrieb Ingerd als die „letzte Repräsentantin des norwegischen Hochadels“. Zusammen mit ihrem Schwiegersohn Vincens Lunge spielte sie auch eine wichtige politische Rolle. Zu Lebzeiten ihres Mannes wurde sie namentlich in den Urkunden nicht genannt. Als ihr Mann im September 1494 in die Bruderschaft des Klosters Nonneseter in Bergen aufgenommen wurde, hieß es in der Urkunde noch „Nils Hendriksson und seine Frau“. Kurz nach seinem Tod 1523 betrat sie die politische Bühne.

## Die Großgrundbesitzerin
Ingerd gehörte der jüngeren Linie des Rømer-Geschlechtes an und konnte ihre Vorfahren bis auf Gertrud und Otte Rømer zurückführen, die um 1400 auf dem Gut Austrått bei Ørland lebten. Das Gut war über mehrere Generationen auf Ingerd gekommen. Die Hauptmasse hatte sie von ihrem Vater geerbt. Das war ein Großteil des Grundbesitzes von Hans Sigurdsson, der 1490 in einer Erbauseinandersetzung geteilt worden war. Die Großmutter Ingerds, Gro Alvsdotter, war eine der Haupterben gewesen. Ihr Anteil umfasste Gebiete in Sogn, Nordfjord, Finnmark und auf den Inseln nördlich von Schottland. Als ihr Bruder Olav kurz nach dem Tod des Vaters starb, war sie Alleinerbin.
Aber ihr genügte dieser Grundbesitz nicht. Mit Hilfe ihres Mannes versuchte sie, weiteren Besitz zu erwerben. So zog sie zunächst den Grundbesitz Giske nach dem Tod des Besitzers Karl Knutsson, dem Sohn von Knut Alvsson, ein und gab ihn erst 1533 nach einem Urteil des Reichstages zu Bud wieder heraus. Sie führte auch einen Erbschaftsstreit mit Ingerd Erlendsdatter. Das Gut wurde nach deren Tod 1529 durch Urteil des Herrentages den Söhnen von Otte Holgersson zugesprochen. 1526 versuchte sie, Ländereien von Gaute Bille und das Erbe nach Nils Lykke an sich zu reißen. Keinen dieser Erbschaftsprozesse gewann sie.
In der Auseinandersetzung mit dem Erzbischof Olav Engelbrektsson gelang es ihren Schwiegersöhnen Vincens Lunge und Erik Ugerup, die Lehnsgüter von Nils Henriksson nach dessen Tod zu erhalten. Erik erhielt die Festung Vardøhus, und Vincens überließ Fosen, Edøy, Romsdal und Sunnmøre seiner Schwiegermutter. Dazu hatte sie Härjedalen als Pfandlehen. So wurde sie eine der größten Lehnsherren in Norwegen.

## Politische Misserfolge
Politisch ungeschickt war es, sich um den schwedischen Aufständischen Peder Sunnanväder (genannt Peder Kansler) zu kümmern, der 1526 in ihrem Lehen gefangen gehalten wurde, bis er 1527 ausgeliefert werden musste und 1527 in Uppsala zum Tode verurteilt und gerädert wurde. Ein weiterer politischer Fehlschlag war, dass sie den aus Schweden flüchtigen Daljunker beherbergte und ihm sogar ihre Tochter Eline versprach. Auch er war ein Aufrührer und musste ebenfalls auf Druck König Friedrichs an Schweden ausgeliefert werden.
Der Wunsch, ihre Güter zu vermehren, ließ sie keine Bedenken hegen, den katholischen Glauben aufzugeben. Jedenfalls klagten die Einwohner von Sogn 1529 über Übergriffe von Ingerd und Vincens Lunge und dass sie den „heiligen christlichen Glauben aufgegeben“ habe. Es kam zum Konflikt mit dem Erzbischof. 1531 versuchte er, Ingerd dazu zu überreden, Christian II. zu huldigen. Doch sie lehnte ab. In einem Brief an den Erzbischof bezeichnete Christian II. Ingerd und ihre zwei Schwiegersöhne als seine Hauptfeinde und forderte ihn auf, sie gefangen zu nehmen. Der Erzbischof zog daraufhin alle ihre Lehen in Trøndelag ein, musste sie aber wieder herausgeben, nachdem Christian verjagt worden war.
1531 gelang es Ingerd, zur Leiterin des Klosters Rein gewählt zu werden. In den spannungsvollen Zeiten nach dem Reichstag zu Bud 1533 gehörten Frau Ingerd und der Erzbischof zu den Verlierern. Sie verlor zwei Schwiegersöhne und konnte ihre Erbschaftsansprüche nicht durchsetzen. Der Erzbischof musste das Land verlassen. Als letztes ließ der Erzbischof Austråt plündern, als er aus dem Trondheimsfjord segelte.
1539 lebte sie bei ihrer Tochter Anna auf Seim, dem Verwaltungssitz im Lehen Tønsberg, von wo sie nach Deventer schrieb, dass man ihr die Kleinodien zurückgeben möge, die ihr Olav Engelbrektsson abgenommen hatte. Aber ihre Heimreise 1555 nach Bergen lässt darauf schließen, dass sie die Verwaltung ihrer Güter wieder übernehmen konnte. Doch die Reise endete für sie und ihre Tochter Lucie in einem Schiffbruch, bei dem beide umkamen. Ihre Leichen wurden in der Kirche von Ørland bestattet.
Aus der Ehe mit Nils Henriksson hatte sie fünf Töchter, die alle dänische Adlige heirateten:
- Margrete (um 1495–1550). Sie heiratete erst Vincens Lunge, nach dessen Tod Jens Split († nach 1565).
- Eline († 1532). Sie heiratete Nils Lykke.
- Anna († 1557). Sie heiratete Erik Ugerup.
- Ingeborg (um 1507–1597). Sie heiratete Peder Hanssøn (Litle).
- Lucie († 1555). Sie heiratete Jens Thillufsen Bjelke.

Sie ist eine der Hauptpersonen im Schauspiel Fru Inger til Østråt (1855/1874), von Henrik Ibsen, der sich aber an die historischen Fakten in dichterischer Freiheit nicht gehalten hat, wenn er sie als Vorkämpferin der norwegischen Selbständigkeit schildert.